# Peter To Rot
Peter To Rot (5 de marzo de 1912 – 7 de julio de 1945) fue un católico de Papúa Nueva Guinea que sirvió como catequista en su aldea y fue encargado de la parroquia local durante la Segunda Guerra Mundial, cuando las fuerzas del Imperio del Japón ocuparon la región. Defendió los valores religiosos frente a la opresión japonesa y continuó celebrando servicios en secreto cuando los japoneses le prohibieron ejercer labores pastorales. To Rot estaba casado desde 1936 y fue un crítico abierto de la legalización de la poligamia por parte de los japoneses. Fue asesinado por el Estado en 1945.
Su beatificación fue celebrada en Papúa Nueva Guinea en 1995. Su canonización fue aprobada en 2025.

## Vida

### Educación y matrimonio
Peter To Rot nació el 5 de marzo de 1912 en Nueva Pomerania, en la entonces Nueva Guinea Alemana, como el tercero de seis hijos de Angelo Tu Puia (un respetado jefe del poblado) y María Ia Tumul, quienes se convirtieron al catolicismo en 1898.
Su padre le enseñó los fundamentos del catecismo y lo envió a la escuela misional local en 1919, a pesar de que la educación no era obligatoria en aquel momento. Era ágil trepando cocoteros, y con gusto recogía cocos para los ancianos del pueblo. Rara vez se comportaba mal en clase, y era conocido por su honestidad y su disposición a ayudar. En 1930, el párroco de Rakunai, el padre Laufer, preguntó al padre de To Rot si permitiría que comenzara estudios para el sacerdocio. El padre respondió que no era el momento para eso, pero que sería adecuado que su hijo estudiara para ser catequista. Ese mismo año comenzó sus estudios en el Colegio San Pablo de los Misioneros del Sagrado Corazón en Taliligap, y en 1933 fue comisionado como catequista para la parroquia de Rakunai, cuando el obispo local le entregó la cruz del catequista. Luego regresó a su aldea para asistir al padre Laufer. Fue un excelente maestro y organizador de clases, y llevaba una Biblia consigo en todo momento.
El 11 de noviembre de 1936 se casó con Paula Ia Varpit. El matrimonio tuvo tres hijos: uno murió siendo bebé, otro falleció poco después de la guerra, y el tercero, nacido tras la muerte de To Rot, vivió hasta una edad avanzada. Se casaron en la iglesia, aunque se respetaron algunas costumbres tradicionales.

### Catequista
Cuando las fuerzas japonesas ocuparon el país en marzo de 1942 (expulsando a la guarnición australiana), internaron a todos los misioneros extranjeros, aunque en general eran indiferentes a la religión. El párroco dejó a To Rot a cargo de la parroquia y él asumió el liderazgo activo. En este papel, cuidaba a los enfermos y a los pobres, y se esforzaba por educar mejor a los conversos. Hacia finales de 1943, las autoridades japonesas restringieron los servicios religiosos y, pocos meses después, los prohibieron por completo. Pero To Rot siguió celebrándolos en secreto, sin temor a las consecuencias, a pesar del miedo de los que lo rodeaban. Tras la destrucción de la iglesia, construyó una "iglesia de arbustos" fuera del poblado para realizar los servicios clandestinos; allí mantenía registros de bautizos y matrimonios.
Metepa era un cristiano casado y policía al servicio de los japoneses; deseaba a la esposa de un protestante llamada Ia Mentil. To Rot y el padre de Mentil impidieron que Metepa la secuestrara como segunda esposa, lo que provocó la furia del oficial, quien lo denunció a su superior, Kueka, que citó a To Rot. Las autoridades japonesas habían legalizado la poligamia, pero To Rot se opuso abiertamente, por ir contra la doctrina. Kueka le ordenó cesar sus actividades pastorales mientras Metepa y otro agente secuestraban a Mentil y golpeaban a su marido. Sin embargo, To Rot y el jefe de la aldea lograron rescatarla y devolverla a Rakunai. Este incidente fortaleció la defensa que To Rot hacía del matrimonio cristiano, y los japoneses empezaron a espiarlo para atraparlo "in fraganti" en algún acto religioso y así arrestarlo. Una pareja lo delató, y la policía lo detuvo tras encontrar objetos religiosos en un registro domiciliario. Fue arrestado el día de Navidad de 1944 mientras sembraba verduras para los japoneses.
Fue llevado al cuartel de policía, donde el jefe, Meshida, le preguntó si estaba predicando. To Rot lo confirmó, y fue golpeado en la cara y en la nuca antes de ser encarcelado. El jefe metodista de Navunaram y el jefe cristiano de Rakunai no lograron obtener su liberación, aunque él les pidió que no se preocuparan. Le confesó a su madre que iba a morir, pero que estaba preparado para morir por Jesucristo si era necesario; lo encerraron en una celda pequeña y sin ventanas. Fue condenado a dos meses en el campo de concentración de Vunaiara. En una ocasión, su esposa y sus dos hijos lo visitaron y ella le suplicó que abandonara el catecismo para mantenerse a salvo, pero él se negó firmemente. El día de su muerte, le dijo a su madre: “Los policías me dijeron que esta noche vendrá un médico japonés a darme medicina. Es extraño, porque no estoy enfermo. Sospecho que es una trampa”. Le pidió a su esposa que le llevara su cruz y ropa buena para poder ir al encuentro con Dios vestido apropiadamente.

## Conmemoración
En 2012, el papa Benedicto XVI animó a todos los matrimonios a seguir el “ejemplo de valentía” de To Rot, y envió al cardenal Joseph Zen Ze-kiun a participar en las celebraciones en Rabaul por el centenario del nacimiento del catequista. El papa también habló de To Rot en su encuentro “ad limina” con los obispos papúes el 9 de junio de 2012, y el arzobispo de Rabaul, Francesco Panfilo, publicó por esas fechas una carta pastoral sobre la vida y el ejemplo de To Rot.
El 5 de marzo de 2012, el gobierno de Papúa emitió una serie de sellos postales conmemorativos por el centenario de su nacimiento.

## Beatificación
El proceso de beatificación comenzó el 14 de enero de 1986, tras la concesión del “nihil obstat” por parte de la Congregación para las Causas de los Santos, que lo declaró Siervo de Dios. La fase diocesana tuvo lugar en la arquidiócesis de Rabaul entre el 21 de enero de 1987 y el 30 de marzo de 1989, cuando toda la documentación fue enviada a Roma para su revisión. La Congregación validó la investigación el 2 de junio de 1989 y recibió el dosier Positio de la postulación en 1991. Los teólogos lo aprobaron el 26 de junio de 1992, y los cardenales y obispos miembros el 1 de diciembre del mismo año. Su beatificación fue aprobada por Juan Pablo II el 2 de abril de 1993, al confirmar que To Rot fue asesinado “en odio a la fe” (in odium fidei). Juan Pablo II lo beatificó el 17 de enero de 1995, durante su visita a Papúa Nueva Guinea.
El actual postulador de la causa es el padre Fernando Clemente Santos, MSC, y el vicepostulador es el padre Tomás Ravaioli, IVE.

## Canonización
El 31 de marzo de 2025, el papa Francisco promulgó un decreto del Dicasterio para las Causas de los Santos anunciando la canonización de Peter To Rot. El 13 de junio siguiente, en el primer consistorio ordinario público del papa León XIV, se decretó que sería canonizado el 19 de octubre de 2025 con otros seis beatos.

### Fiesta
Su fiesta litúrgica se celebra el 7 de julio, fecha de su martirio, como es habitual. Está incluido en el calendario litúrgico del rito romano en Papúa Nueva Guinea, Islas Salomón, Australia, y entre los Misioneros del Sagrado Corazón.